# هلند (منطقه)
هلند (به هلندی: Holland) ، نام منطقه‌ای در ساحل غربی کشور هلند است که پیش‌تر یکی از استان‌های آن کشور به‌شمار می‌رفته‌است. نام هلند معمولاً برای کل سرزمین هلند(به هلندی: Nederlands) به‌کار می‌رود، اما در واقع نام بخشی از آن کشور است. این منطقه امروزه به دو ایالت هلند جنوبی و هلند شمالی تقسیم شده‌است.

## تاریخ
سرزمین هلند، در واقع در زمان امپراتوری هلند ، همان کشور هلند بوده‌است، اما با افزایش قلمرو این کشور، به بخشی از آن تبدیل شده‌است.

## مرکزیت سیاسی و اقتصادی
سرزمین هلند مرکز سیاسی و اقتصادی کشور هلند به‌شمار مرفته و می‌رود. سه شهر اصلی هلند، آمستردام (پایتخت) ، لاهه (مرکز حکومت) و روتردام (پایتخت اقتصادی و بازرگانی) در سرزمین هلند واقع هستند.